# Limenitis sinensium
Limenitis sinensium är en fjärilsart som beskrevs av Charles Oberthür 1876. Limenitis sinensium ingår i släktet Limenitis och familjen praktfjärilar. Inga underarter finns listade i Catalogue of Life.